# André Lescorat
André Lescorat, né le 29 janvier 1908 à Niort (Deux-Sèvres) et mort le 1er août 1957 à Moncrabeau (Lot-et-Garonne), est un homme politique français.

## Biographie
Linotypiste dans un journal de Biarritz, il s'installe en 1934 à Agen où il travaille dans une imprimerie. Engagé d'abord dans le syndicalisme, il est secrétaire du syndicat CGT du livre d'Agen et tente vainement de prendre la direction de l'union départementale lors de la réunification syndicale.
Engagé dans la résistance pendant la seconde guerre mondiale, il est membre du comité départemental de libération.
Adhérant au Mouvement Républicain Populaire lors de sa création, il mène la liste de ce parti pour l'élection de la première constituante, dans le Lot-et-Garonne, en 1945. Obtenant 28,3 % des voix, il est élu député.
Rapporteur du budget des travaux publics et des transports, il propose une réduction symbolique des crédits comme signe d'une volonté de maîtriser la dépense publique.
En juin 1946, il est réélu, avec une nette hausse de son résultat électoral : 33,1 % des voix. Pendant ce second mandat, il est quasiment inactif.
De nouveau candidat en novembre, il voit son score baisser à 27,3 %, et ce n'est que grâce à l'attribution de quatre et non plus trois sièges de députés au département qu'il est réélu.
A l'Assemblée, il intervient essentiellement sur les questions agricoles, dénonçant notamment l'alourdissement de la fiscalité dans ce secteur.
Il intervient aussi dans les débats concernant l'amnistie des collaborateurs, prônant le pardon et la charité. Il condamne notamment les conditions de détention de Philippe Pétain.
En 1948, il se présente, en vain, à l'élection du Conseil de la République.
En 1951, il est de nouveau candidat aux législatives, mais menant une liste d'orientation plus conservatrice, intitulée « concentration républicaine et défense paysanne ». Celle-ci obtient moins de 10 % des voix, et André Lescorat perd son siège.
Malade, il se retire de la politique et s'installe dans un petit village. Il meurt en 1957, à l'âge de quarante-huit ans.

## Sources
Biographie sur le site de l'assemblée nationale